# Форначе Пика (Пезаро и Урбино)
Форначе Пика је насеље у Италији у округу Пезаро и Урбино, региону Марке.
Према процени из 2011. у насељу је живело 4 становника. Насеље се налази на надморској висини од 15 м.